# Sharkman – Schwimm um dein Leben
Sharkman – Schwimm um dein Leben (Originaltitel: Hammerhead: Shark Frenzy) ist ein US-amerikanischer Science-Fiction-Horrorfilm aus dem Jahr 2005. Der unter der Regie des Australiers Michael Oblowitz abgedrehte und zur Ausstrahlung als Fernsehfilm für den Sender Syfy produzierte Low-Budget-Streifen feierte dort am 18. Juni 2005 Premiere; die Veröffentlichung in Deutschland, wo der Film als DVD und Blu-ray erhältlich ist, erfolgte am 11. Oktober 2005. Sharkman – Schwimm um dein Leben erhielt durchweg schwache Bewertungen, die großteils auf dem dürftigen Gesamteindruck des zu Sehenden gründeten.

## Handlung
Nachdem Paul King an Krebs gestorben ist, lädt der Wissenschaftler Dr. Preston King, sein Vater, eine Gruppe verschiedener Doktoren, die er beschuldigt, für den Tod seines Sohnes verantwortlich zu sein, auf eine unkartierte Insel im Pazifik ein. Mit dabei sind auch Amelia Lockhart, Pauls Exfrau und jetzige Witwe, sowie Tom Reed, wiederum Amelias neuer Geliebter. Als die Meute angekommen ist, konfrontiert sie Dr. King mit der Aussage, dass Paul nie wirklich tot gewesen sei und dass es ihm gelungen ist, Pauls Stammzellen mit der DNS eines Hammerhais zu modifizieren, was aus ihm ein lebensfähiges humanoides Fischwesen – halb Mensch, halb Hai – gemacht hat. Kurz darauf enthüllt Dr. King ein Wasserbecken, in dem sich „Paul“ befindet, und lässt seine Schöpfung auf seine verwunderten „Gäste“ los. Doch schon nach kurzer Zeit entflieht Paul der Anlage und wütet nun unkontrolliert unter den auf der Insel Arbeitenden und sonstigen Anwesenden …

## Synchronisation
Die deutschsprachige Synchronbearbeitung entstand bei der Berliner Synchron. Für Dialogbuch wie auch -regie zeichnete Boris Tessmann verantwortlich.
| Rolle            | Darsteller       | Synchronsprecher         |
| ---------------- | ---------------- | ------------------------ |
| Tom Reed         | William Forsythe | Gerald Paradies          |
| Amelia Lockhart  | Hunter Tylo      | Claudia Urbschat-Mingues |
| Dr. Preston King | Jeffrey Combs    | Hans-Jürgen Dittberner   |
| Whitney Feder    | Arthur Roberts   | Ernst Meincke            |

## Rezeption
Die Kritiker der Programmzeitschrift TV Spielfilm bezeichnen den Film als „so plump, dass er selbst für Trashfans kaum zu goutieren ist.“ Sie vergeben einen symbolischen „Daumen nach unten“ und resümieren: „Eine tödliche Kombi: billig und langweilig“.

„Überaus schlichter Horrorfilm; was vor 50 Jahren noch schaurig-witzig gewesen sein mag, ist jetzt nur noch Ausdruck bodenloser Dummheit und Beutelschneiderei.“

Auf kino.de wird Sharkman – Schwimm um dein Leben als „SF-Horrortrip der Low-Budget-Klasse“ beurteilt. Er eigne sich „für weniger anspruchsvolle Horrorvielseher und Gummipopanz-Fetischisten.“